# Dyscia senecai
Dyscia senecai är en fjärilsart som beskrevs av Edward P. Wiltshire 1990. Dyscia senecai ingår i släktet Dyscia och familjen mätare. Inga underarter finns listade i Catalogue of Life.